# Уједињено Краљевство на Светском првенству у атлетици у дворани 2022.
Уједињено Краљевство је учествовало на 18. Светском првенству у атлетици у дворани 2022. одржаном у Београду од 18. до 20. марта осамнаести пут, односно учествовало је на свим првенствима до данас. Уједињено Краљевство је пријавило 32 такмичара (15 мушкарца и 17 жена) који су се такмичили у 19 дисциплина (8 мушких и 11 женских).,
На овом првенству Уједињено Краљевство је по броју освојених медаља делила 27 место са 2 освојене медаља (2 бронзане). Поред тога изједначен је 1 национални рекорда и остварена су 5 лична резултата сезоне.
У табели успешности према броју и пласману такмичара који су учествовали у финалним такмичењима (првих 8 такмичара) Уједињено Краљевство је са 9 учесника у финалу заузело 6 место са 35 бодова.
| Плас. | Земља            | 1. место | 2. место | 3. место | 4. место | 5. место | 6. место | 7. место | 8. место | Бр. финал. | Бод. |
| ----- | ---------------- | -------- | -------- | -------- | -------- | -------- | -------- | -------- | -------- | ---------- | ---- |
| 6.    | Велика Британија | 0        | 0        | 2        | 1        | 2        | 3        | 0        | 1        | 9          | 35   |

## Учесници
| Мушкарци: - Адам Томас — 60 м - Ендру Робертсон — 60 м - Гај Лирмонт — 800 м, 4х400 м - Charles Da'Vall Grice — 800 м - Елиот Џајлс — 800 м - Нил Горлеј — 1.500 м - Џорџ Милс — 1.500 м - Марк Скот — 3.000 м - Џејмејн Колман — 3.000 м - Дејвид Кинг — 60 м препоне - Ендру Пози — 60 м препоне - Алекс Хејдок-Вилсон — 4х400 м - Бен Хигинс — 4х400 м - Самјуел Рирдон — 4х400 м - Скот Линколн — Бацање кугле | Жене: - Дарил Неита — 60 м - Cheyanne Evans-Gray — 60 м - Ама Пипи — 400 м, 4х400 м - Џеси Најт — 400 м, 4х400 м - Џени Селман — 800 м - Кили Хоџкинскон — 800 м - Ерин Волас — 1.500 м - Ејми-Елоиз Марковц — 3.000 м - Меган Марс — 60 м препоне - Хана Вилијамс — 4х400 м - Јеми Мери Џон — 4х400 м - Емили Бортвик — Скок увис - Лорејн Јуџен — Скок удаљ - Софи Макина — Бацање кугле - Амелија Стриклер — Бацање кугле - Холи Милс — Петобој - Катарина Џонсон-Томпсон — Петобој |

## Освајачи медаља (2)

### Бронза (2)
- Марк Скот — 3.000 м
- Лорејн Јуџен — Скок удаљ

## Резултати

### Мушкарци
| Атлетичар             | Дисциплина   | Лични рекорд | Квалификације   | Квалификације  | Полуфинале           | Полуфинале           | Финале                | Финале       | Детаљи |
| Атлетичар             | Дисциплина   | Лични рекорд | Резултат        | Место          | Резултат             | Место                | Резултат              | Место        | Детаљи |
| --------------------- | ------------ | ------------ | --------------- | -------------- | -------------------- | -------------------- | --------------------- | ------------ | ------ |
| Адам Томас            | 60 м         | 6,56         | 6,59 КВ         | 2. у гр. 7     | 6,57                 | 2. у гр. 2           | 6,60                  | 5 / 43 (50)  |        |
| Ендру Робертсон       | 60 м         | 6,54         | 6,62(.620) кв   | 5. у гр. 3     | 6,64(.632)           | 3. у гр. 1           | Нису се квалификовали | 12 / 43 (50) |        |
| Гај Лирмонт           | 800 м        | 1:44,73      | 1:49,13         | 2. у гр. 1     |                      |                      | Нису се квалификовали | 14 / 23 (24) |        |
| Charles Da'Vall Grice | 800 м        | 1:45,53      | 1:50,17 ЛРС     | 5. у гр. 3     | 21 / 23 (24)         |                      | Нису се квалификовали |              |        |
| Елиот Џајлс           | 800 м        | 1:43,63      | Није стартовао  | Није стартовао | Није се квалификовао | Није се квалификовао |                       |              |        |
| Нил Горлеј            | 1.500 м      | 3:35,32      | 3:42,79 КВ      | 1. у гр. 2     | 3:35,87              | 6 / 30               |                       |              |        |
| Џорџ Милс             | 1.500 м      | 3:36,03      | 3:47,41         | 7. у гр. 3     | Није се квалификовао | 24 / 30              |                       |              |        |
| Марк Скот             | 3.000 м      | 7:36,08 о    | 7:54,90 КВ      | 1. у гр. 3     | 7:42,02 ЛРС          |                      |                       |              |        |
| Џејмејн Колман        | 3.000 м      | 7:44,65      | 8:12,76         | 11. у гр. 1    | Није се квалификовао | 32 / 33 (34)         |                       |              |        |
| Дејвид Кинг           | 60 м препоне | 7,57         | 7,65 КВ         | 1. у гр. 1     | 7,57(.565) кв, ЛР    | 3. у гр. 3           | 7,62(.612)            | 6 / 44 (46)  |        |
| Ендру Пози            | 60 м препоне | 7,43         | 7,60(.594) КВ   | 2. у гр. 5     | 7,60                 | 4. у гр. 2           | Није се квалификовао  | 14 / 44 (46) |        |
| Бен Хигинс            | 4 х 400 м    | 3:03,20 НР   | 3:08,30 кв, НРС | 2. у гр. 2     |                      |                      | 3:08,30 НРС           | 6 / 12 (13)  |        |
| Алекс Хејдок-Вилсон   | 4 х 400 м    | 3:03,20 НР   | 3:08,30 кв, НРС | 2. у гр. 2     |                      |                      | 3:08,30 НРС           | 6 / 12 (13)  |        |
| Самјуел Рирдон        | 4 х 400 м    | 3:03,20 НР   | 3:08,30 кв, НРС | 2. у гр. 2     |                      |                      | 3:08,30 НРС           | 6 / 12 (13)  |        |
| Гај Лирмонт           | 4 х 400 м    | 3:03,20 НР   | 3:08,30 кв, НРС | 2. у гр. 2     |                      |                      | 3:08,30 НРС           | 6 / 12 (13)  |        |
| Скот Линколн          | Бацање кугле | 21,28 о      |                 |                |                      |                      | 19,65                 | 16 / 17 (18) |        |

### Жене
| Атлетичарка         | Дисциплина   | Лични рекорд | Квалификације   | Квалификације   | Полуфинале            | Полуфинале            | Финале                | Финале       | Детаљи |
| Атлетичарка         | Дисциплина   | Лични рекорд | Резултат        | Место           | Резултат              | Место                 | Резултат              | Место        | Детаљи |
| ------------------- | ------------ | ------------ | --------------- | --------------- | --------------------- | --------------------- | --------------------- | ------------ | ------ |
| Дарил Неита         | 60 м         | 7,11         | 7,13(.126) КВ   | 1. у гр. 5      | 7,15(.150)            | 5. у гр. 3            | Нису се квалификовале | 10 / 46 (47) |        |
| Cheyanne Evans-Gray | 60 м         | 7,22         | 7,30(.298) КВ   | 2. у гр. 3      | 7,19 ЛР               | 6. у гр. 2            | Нису се квалификовале | 16 / 46 (47) |        |
| Ама Пипи            | 400 м        | 51,08        | 52,53 КВ        | 2. у гр. 2      | 52,95                 | 6. у гр. 1            | Нису се квалификовале | 12 / 28      |        |
| Џеси Најт           | 400 м        | 51,57        | 52,93 КВ        | 2. у гр. 3      | 51,93                 | 4. у гр. 2            | Нису се квалификовале | 8 / 28       |        |
| Џени Селман         | 800 м        | 2:00,70      | 2:02,00         | 3. у гр. 1      |                       |                       | Нису се квалификовале | 7 / 17 (18)  |        |
| Кили Хоџкинскон     | 800 м        | 1:55,88      | Није стартовала | Није стартовала | Ниje се квалификовалa | Ниje се квалификовалa |                       |              |        |
| Ерин Волас          | 1.500 м      | 4:08,07      | 4:13,32         | 6. у гр. 2      | Ниje се квалификовалa | 16 / 19               |                       |              |        |
| Ејми-Елоиз Марковц  | 3.000 м      | 8:44,15      |                 |                 |                       |                       | 8:53,57               | 15 / 20      |        |
| Меган Марс          | 60 м препоне | 8,12         | 8,19(.181)      | 6. у гр. 1      | Није се квалификовала | Није се квалификовала | Није се квалификовала | 27 / 41 (45) |        |
| Хана Вилијамс       | 4 х 400 м    | 3:27,56 НР   | 3:30,69 кв, НРС | 2. у гр. 1      |                       |                       | 3:29,82 НРС           | 5 / 10       |        |
| Ама Пипи            | 4 х 400 м    | 3:27,56 НР   | 3:30,69 кв, НРС | 2. у гр. 1      |                       |                       | 3:29,82 НРС           | 5 / 10       |        |
| Јеми Мери Џон       | 4 х 400 м    | 3:27,56 НР   | 3:30,69 кв, НРС | 2. у гр. 1      |                       |                       | 3:29,82 НРС           | 5 / 10       |        |
| Џеси Најт           | 4 х 400 м    | 3:27,56 НР   | 3:30,69 кв, НРС | 2. у гр. 1      |                       |                       | 3:29,82 НРС           | 5 / 10       |        |
| Емили Бортвик       | скок увис    | 1,95         |                 |                 |                       |                       | 1,93 ЛРС              | 10 / 12      |        |
| Лорејн Јуџен        | Скок удаљ    | 7,05 о       | 6,82 ЛРС        |                 |                       |                       |                       |              |        |
| Софи Макина         | Бацање кугле | 18,82        | 18,62           | 8 / 15          |                       |                       |                       |              |        |
| Амелија Стриклер    | Бацање кугле | 18,11 о      | 16,86           | 13 / 15         |                       |                       |                       |              |        |

#### Петобој
| Дисциплина   | Катарина Џонсон-Томпсон | Катарина Џонсон-Томпсон | Катарина Џонсон-Томпсон | Катарина Џонсон-Томпсон | Катарина Џонсон-Томпсон | Катарина Џонсон-Томпсон |
| Дисциплина   | Лич. рек.               | Резултат                | Бод.                    | Плас.                   | Укупно                  | Плас.                   |
| ------------ | ----------------------- | ----------------------- | ----------------------- | ----------------------- | ----------------------- | ----------------------- |
| 60 м препоне | 8,18                    | 8,45 ЛРС                | 1.028                   | 6.                      | 1.028                   | 6.                      |
| Скок увис    | 1,98                    | 1,83 ЛРС                | 1.016                   | 3.                      | 2.044                   | 6.                      |
| Бацање кугле | 13,86                   | 13,02 ЛРС               | 729                     | 8.                      | 2.773                   | 5.                      |
| Скок удаљ    | 6,93                    | 6,08 ЛРС                | 874                     | 8.                      | 3.647                   | 6.                      |
| 800 м        | 2:07,26                 | НС                      | 0                       |                         | 3.647                   |                         |
| Петобој      | 5.000 НР                |                         |                         |                         | НЗ                      |                         |

| Дисциплина   | Холи Милс | Холи Милс     | Холи Милс | Холи Милс | Холи Милс | Холи Милс   |
| Дисциплина   | Лич. рек. | Резултат      | Бод.      | Плас.     | Укупно    | Плас.       |
| ------------ | --------- | ------------- | --------- | --------- | --------- | ----------- |
| 60 м препоне | 8,17      | 8,15(.147) ЛР | 1.095     | 2.        | 1.095     | 2.          |
| Скок увис    | 1,85      | 1,74          | 903       | 11.       | 1.998     | 9.          |
| Бацање кугле | 14,03     | 13,68         | 773       | 3.        | 2.771     | 6.          |
| Скок удаљ    | 6,51      | 6,28          | 937       | 6.        | 3.708     | 4.          |
| 800 м        | 2:10,84   | 2:09,97 ЛР    | 965       | 3.        | 4.673     | 4.          |
| Петобој      | 4.597     |               |           |           | 4.673 ЛР  | 4 / 10 (12) |